# Église de la Nativité-du-Christ de Vologda
L'église de la Nativité-du-Christ ou église de la Nativité-du-Christ de la Cour de l'Archevêque (en russe : Церковь Рождества Христова на Архиерейском дворе) est une ancienne église orthodoxe russe de Vologda construite en 1667-1670, du côté est, près du Logis de Simon dans la Cour de l'Archevêque. C'était la chapelle particulière du prélat, mais dès 1750 elle est désacralisée et sert de lieu de stockage des archives de l’archevêché. La base de l'édifice est un quadrilatère qui à l'origine était surmonté de cinq dômes qui ont été réduits à un seul. Depuis les années 1920 sous la direction du Musée-réserve de l'État d'art et d'architecture de Vologda, des expositions sont organisées dans les locaux de l'ancienne église.

## Histoire
Le Logis de Simon est érigé ensemble avec l'église de la Nativité en 1667-1670 par Simon, l'archevêque de Vologda et du Lac Blanc. C'est le deuxième bâtiment de la Cour de l'Archevêque (le premier étant le Logis du Cellérier (département économique) construit entre 1634 et 1659). Le trône d'Étienne de Perm a été déplacé pour être installé dans l'église de la Nativité quand celle-ci a été construite.
Ce Logis de Simon et l'église de la Nativité étaient à l'époque de leur construction les bâtiments les plus luxueux de la résidence de l'évêque et même dans tout Vologda . Mais avec le temps sont venus s'ajouter des modifications qui ont fait perdre à ces édifices leur caractère somptueux. L'évêque de Vologda Joseph Zolotoï (1720-1774) après la construction de ses appartements dans la Cour de l'Archevêque (Logis de Joseph , édifié en 1764—1769 ), a transformé en chapelle privée les pièces appelées alors palais ou chambre de la Croix du Logis de Simon. Ce palais de la Croix était décoré comme une église:
il possédait plusieurs déisis représentées sur ses murs. 
En 1841 l'église du palais de la croix est supprimée et son volume est relié au troisième niveau du bâtiment pour former une salle à deux pièces. Les murs sont peints par un peintre d'Iaroslavl, A. Koltchinym, connu pour avoir réalisé les fresques de la cathédrale Sainte-Sophie de Vologda et la peinture des murs de la Cathédrale de la Résurrection. Après la désacralisation de l'église elle a servi de lieu de rangement des archives. Au début des années 1860 ces cinq dômes ont été remplacés par un seul. 
À partir de 1920 les lieux ont été transformées en salle d'exposition du musée de Vologda,,. Dans le podklet sont entreposées des collections du musée. Dans les années 1960-1970, le logis de Simon et la chapelle privée de la Nativité ont été restaurés et ont retrouvé leur aspect ancien initial : la façade orientale a retrouvé ses kokochniks ou arcs-diadèmes en accolade. Les chambranles des fenêtres de dimensions et de niveaux différents sont toujours richement ouvragés. Toutefois la forme du dôme unique est restée inchangée.

## Architecture
La réunion en un seul palais, de chambres, de chapelles privées et de salon de réception était un plan qui existait dans l'architecture moscovite du XVIIe siècle. Le modèle qui a servi de repère pour le logis de Simon est vraisemblablement l'église des Douze Apôtres au Kremlin de Moscou, construit sous le Patriarche Nikon en 1635-1656 .

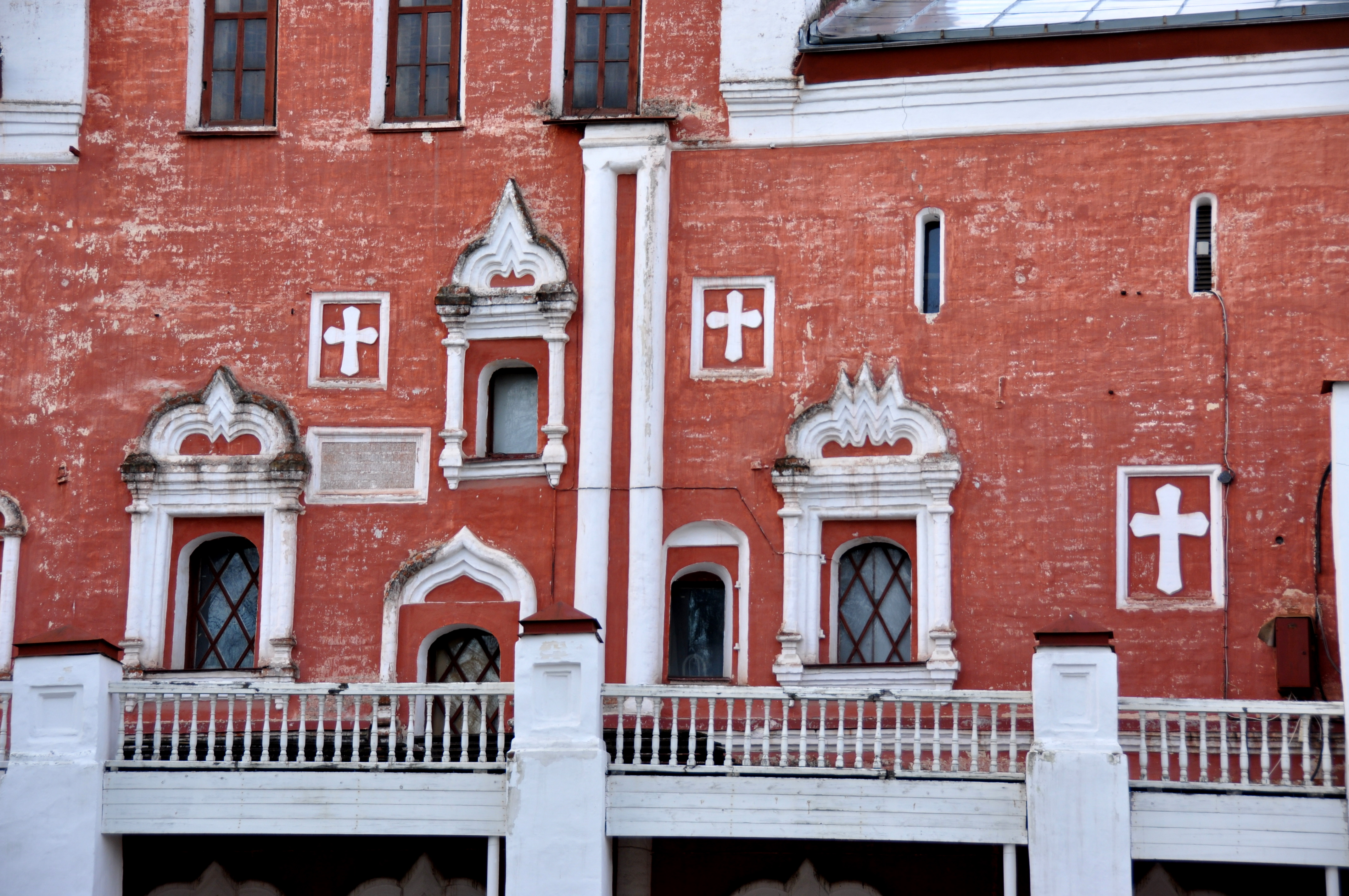
Façade orientale avec son premier et deuxième niveau. Décoration de la galerie en Style ouzorotché

Le puissant corpus de l'église de la Nativité-du-Christ est la continuation de la partie est du logis de Simon. L'église, de dimension réduite occupait une partie du premier étage, celle qui est plus haute et lumineuse. Une grande salle d'apparat porte encore des traces de peinture ancienne, mais ses formes rigoureuses sont fort éloignées du foisonnement de motifs que l'on rencontre à l'exemple de Moscou. Au second étage une chambre mansardée sert de sacristie. Le volume cubique était recouvert de cinq dômes à l'origine. Il a été modifié pour n'en conserver qu'un seul. Au troisième étage se trouvent encore des chambres pour les domestiques. 
Le long de façade a été ajouté en 1776 une goulbichtché, galerie couverte qui se trouve devant le logis de Gabriel. Des décorations en pierre blanches en forme de croix garnissent la façade. 